# Collegio dei gesuiti (Bivona)
Il collegio dei gesuiti di Bivona è situato tra piazza Ducale e piazza Madrice, nella parte centrale di Bivona, comune italiano della provincia di Agrigento in Sicilia.

## Storia
L'edificio risale all'inizio del XVII secolo; si tratta del secondo e definitivo collegio gesuitico costruito in Bivona, promosso dai Perollo Augello, in sostituzione del primo (decentrato nella parte meridionale del paese) istituito da Ignazio di Loyola su esortazione della duchessa Aloisia de Luna, di famiglia aragonese trapiantata in Sicilia. In tale avvicendamento si leggono gli ultimi echi delle note vicende che avevano contrapposto Luna e Perollo tra Sciacca e Bivona (caso di Sciacca), da ultimo in favore dei Perollo, sebbene per il tramite della vedova Altabella che prevalse su l'altra vedova Aloisia. La fondazione del collegio si deve infatti alla donazione ai gesuiti delle case e dei fondi necessari alle edificazioni da parte di Altabella Augello, di famiglia di origine greca appartenente all'aristocrazia cittadina sin dal quattrocento. Lo stesso era avvenuto pochi anni prima quando veniva fondato in Sciacca il collegio locale sempre per donazione e finanziamento Perollo Augello. 
Attualmente è la sede del palazzo municipale di Bivona. Dopo l'espulsione della Compagnia di Gesù dalla Sicilia, i locali del collegio vennero adibiti a scuola (a partire dal XVI secolo Bivona fu sede di scuole primarie e secondarie); nella seconda metà del Novecento il palazzo divenne sede municipale. Alcuni locali costituiscono la biblioteca comunale, altri gli uffici del municipio, altri ancora sono annessi alla vicina chiesa madre. Se in Bivona i locali espropriati ai gesuiti hanno trovato una funzione pubblica a favore e vantaggio della locale cittadinanza, lo stesso è solo parzialmente avvenuto in Sciacca dove ancora oggi, in sfregio ai propositi iniziali e alla donazione, gli ambienti sebbene di tutto pregio versano in condizioni che necessitano di maggiore tutela. 
Le piante del collegio gesuitico sono conservate presso la Biblioteca Nazionale di Parigi.